# Deborah Warner

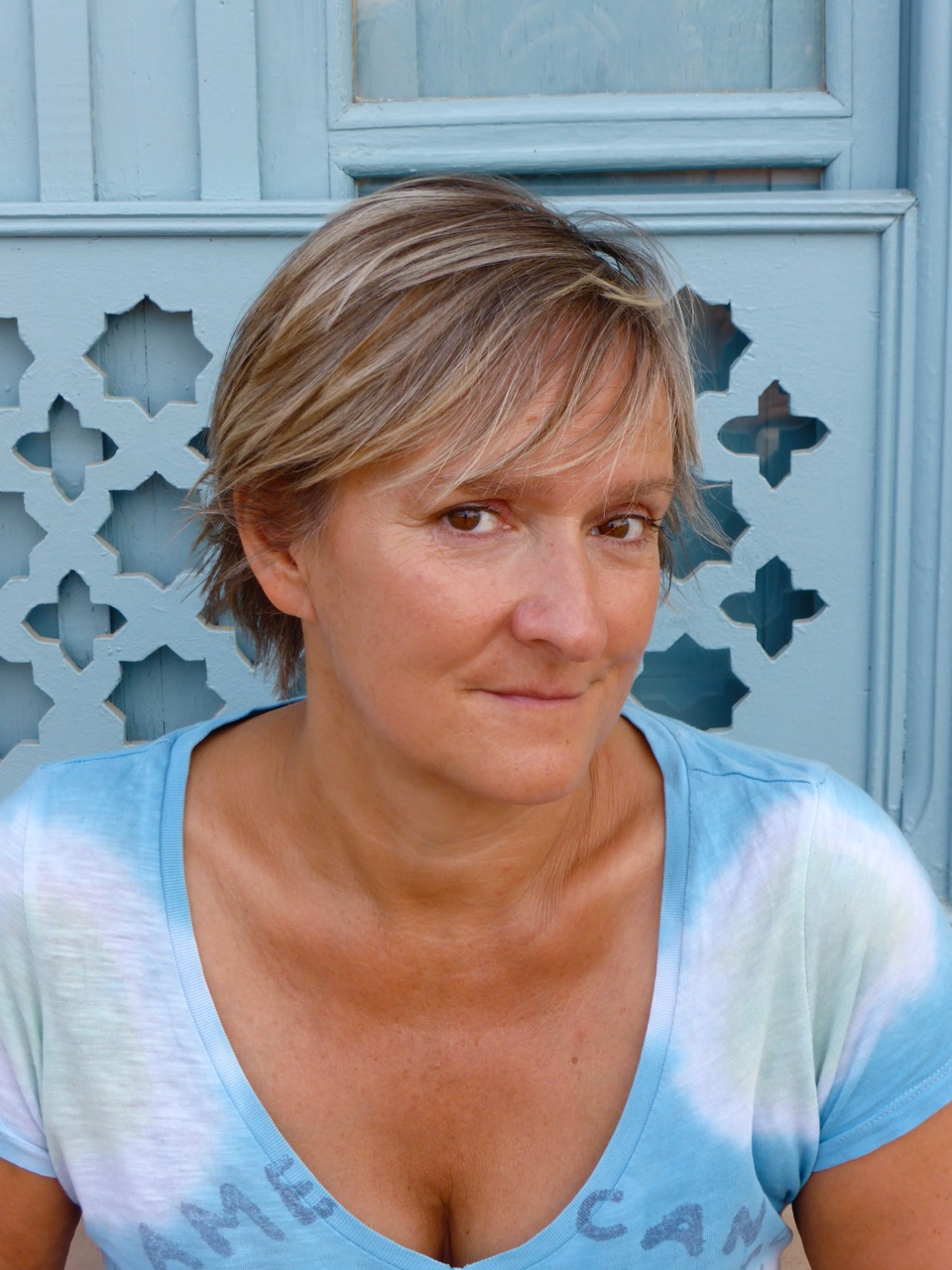
Deborah Warner

Deborah Warner (Oxfordshire, 12 mei 1959) is een Brits toneel- en operaregisseur. Ze is in Nederland vooral bekend vanwege een aantal voorstellingen die zij regisseerde binnen het Holland Festival, onder anderen met de Ierse actrice Fiona Shaw.

## Levensloop
Deborah Warner is een dochter van antiekhandelaren Roger Harold Metford Warner en Ruth Ernestine Hurcombe. Ze werd opgevoed als Quaker, maar is niet langer praktiserend. Ze studeerde theaterdirectie en decorontwerp aan de Londense Central School of Speech and Drama. In 1980 richtte ze op 21-jarige leeftijd de theatergroep KICK op.
Warner had een jarenlange relatie met de Engelse schrijfster Jeanette Winterson.

## Loopbaan
In 1987 trad Warner in dienst bij de Royal Shakespeare Company (RSC), waar ze later Titus Andronicus zou regisseren. Hier leerde ze Fiona Shaw kennen, een actrice waarmee ze een langlopende samenwerking kreeg. Met Shaw realiseerde Warner onder meer produkties van Elektra (RSC), Der gute Mensch von Sezuan (Royal National Theatre, 1989), Hedda Gabler (Abbey Theatre en BBC Two, 1991), Richard II (National Theatre en BBC Two, 1995), The PowerBook (National Theatre), Medea (Queen's Theatre en Broadway, 2000-01), Julius Caesar (Barbican Centre, Europese tour), T.S. Eliot's The Waste Land (Wilton's Music Hall, Europese tour), Happy Days (National Theatre, 2007; Europese tour), Mutter Courage und ihre Kinder (National Theatre, 2009) en The School for Scandal (Barbican, 2011). Een aantal van Warner's theaterregies, waaronder Becketts Footfalls, waren controversieel. Deze laatste productie werd vanwege protesten van Becketts erfgenamen vroegtijdig afgebroken.

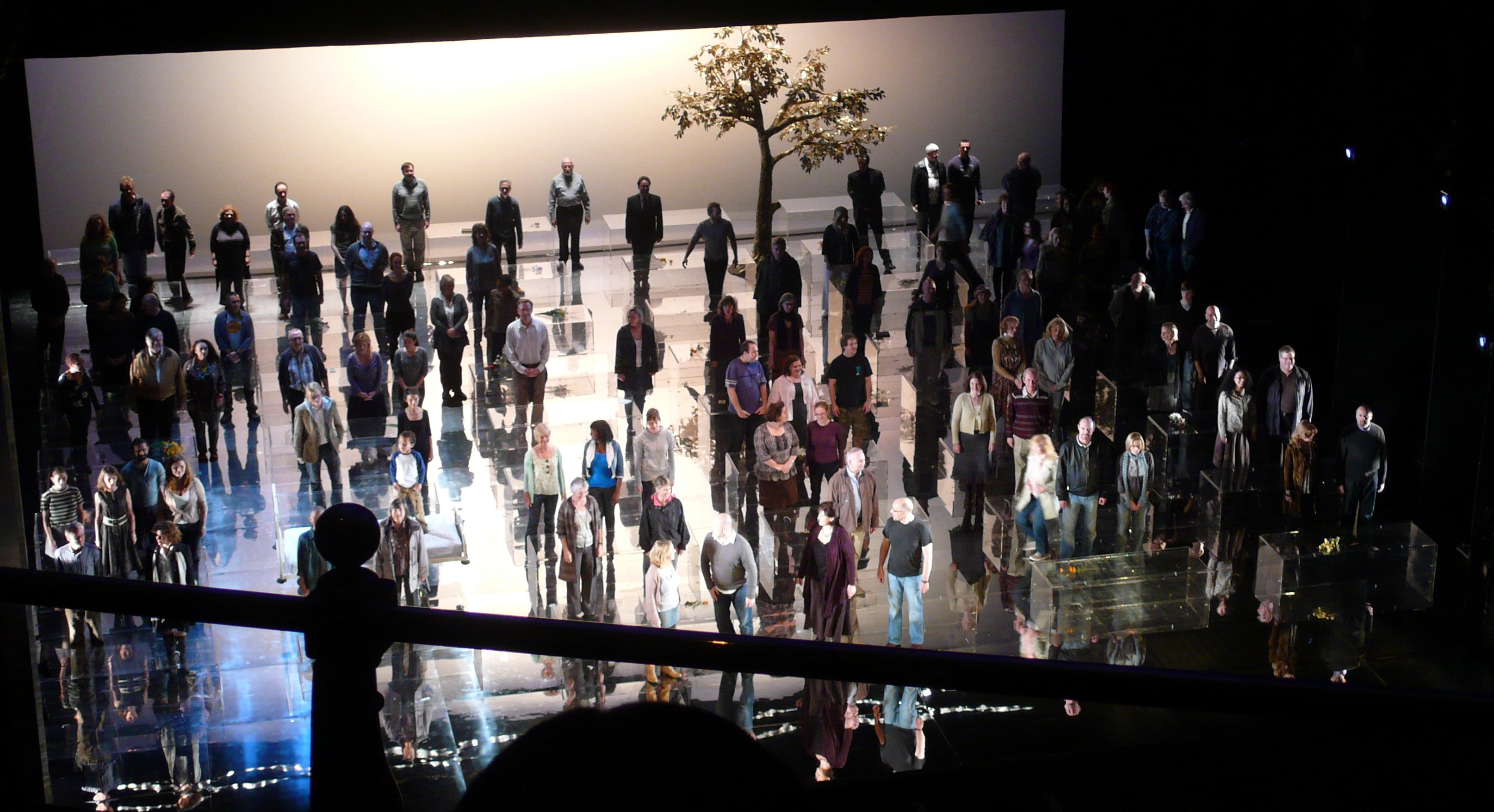
Deborah Warners enscenering van Händels Messiah (London Coliseum, 2009)

Naast het theater is Warner op andere terreinen actief. In 1999 regisseerde ze de film The Last September met Michael Gambon en Maggie Smith. Verder regisseerde ze een aantal opera's en muziekdrama's, waaronder Johann Sebastian Bach's Johannes-Passion, Mozart's Don Giovanni (Glyndebourne), Wozzeck (Opera North), Death in Venice en Messiah (English National Opera), en Henry Purcell's Dido and Aeneas (Wenen, Parijs, Amsterdam).
Warners internationale carrière nam in 1993 een hoge vlucht toen ze door de Duitse theaterregisseur Peter Stein werd uitgenodigd voor de Salzburger Festspiele. Haar regie van Shakespeare's Coriolanus, met in de titelrol Bruno Ganz, werd door de Duitstalige pers bekritiseerd. Drie jaar later werd haar interpretatie van Richard II, die in Engeland voor commotie had gezorgd, zowel in Salzburg als in Parijs jubelend ontvangen.
In Nederland debuteerde Warner in 2007 tijdens het Holland Festival met de voorstelling Readings. Haar doorbraak kwam in 2008 met de openingsvoorstelling van het Holland Festival, Samuel Beckett's Happy Days. Warner zette Winnie, het enige personage in het stuk, gespeeld door Fiona Shaw, anderhalf uur lang ingegraven in een berg zand en stenen op het podium van de Stadsschouwburg Amsterdam. In 2012 regisseerde Warner Richard Sheridan's The School for Scandal in Amsterdam.

## Onderscheidingen
Prijzen
- 1988 Laurence Olivier Award for Best Director – Titus Andronicus
- 1992 Laurence Olivier Award for Best Director of a Play – Hedda Gabler
- 1992 Ridder in de Franse Orde van Kunsten en Letteren

Nominaties
- 1997 Drama Desk Award for Outstanding Director of a Play – The Waste Land
- 2003 Drama Desk Award for Outstanding Director of a Play – Medea
- 2003 Tony Award for Best Direction of a Play – Medea
- 2008 Drama Desk Award for Outstanding Director of a Play – Happy Days

In 2006 werd Warner voor haar "diensten aan het theater" onderscheiden met de benoeming tot Commandeur in de Orde van het Britse Rijk, waardoor zij de letters CBE achter haar naam mag voeren.
- Bibliothèque nationale de France: cb146551128 (data)
- Gemeinsame Normdatei: 1051096200
- International Standard Name Identifier: 0000 0000 7982 9233
- Library of Congress Control Number: no2003003725
- MusicBrainz: c08f1882-9702-4267-8c5a-b06b352abf75
- Nationale Bibliotheek van Tsjechië: xx0152685
- SNAC: w66n7tv1
- Système universitaire de documentation: 156280892
- Virtual International Authority File: 9524640
- WorldCat: E39PBJymxG99Vmd6JMDY3pWFKd